# Stephan Crump
Stephan Crump (Memphis, 8 februari 1972) is een Amerikaanse jazzcontrabassist en componist.

## Biografie
Crumps moeder was afkomstig uit Parijs en zijn vader, een architect en jazzdrummer, uit Memphis, waar Stephan Crump ook opgroeide. Hij leerde vervolgens klassieke piano en saxofoon, voordat hij als jeugdige basgitaar speelde, op festivals optrad in het zuidoosten van de Verenigde Staten en behoorde tot een jazzrock-trio, waarvoor hij ook componeerde. De Bachelor of Music verwierf hij aan het Amherst College, waar hij studeerde bij de componist Lewis Spratlin en werkte met Max Roach, Frank Foster en Ray Drummond. Tijdens deze periode wisselde hij naar de contrabas en bracht een jaar in Parijs door. Na beëindiging van het college toerde hij met het Tommy Dorsey Orchestra (Ghost Band). Vervolgens verhuisde hij naar New York en vervolgde hij zijn studies bij Michael Moore.
Crump werkte sinds de jaren 1990 in het New Yorkse muziekcircuit met jazzmuzikanten als Dave Liebman, Billy Hart, Sonny Fortune, Greg Osby, Kenny Werner, Bobby Previte, de bluesveteraan Johnny Copeland en de singer-songwriters Ashford & Simpson, Michael McDonald, Patti Austin, Jorma Kaukonen en Lucy Kaplansky. Crump is sinds 1997 lid van het trio van de pianist Vijay Iyer en leidt het Rosetta Trio (met Liberty Ellman en Jamie Fox), waarmee hij een reeks albums uitbracht.
In 1997 verscheen zijn debuutalbum Poems and Other Things, waaraan Chris Cheek en Roberta Piket meewerkten. Verder schreef hij filmmuziek. Met Steve Lehman, Mary Halvorson resp. James Carney nam hij duoalbums op. Op het gebied van de jazz was hij tussen 1995 en 2012 betrokken bij 31 opnamesessies, buiten de genoemden met Joel Harrison, Dan Willis en Rez Abbasi. In 2016 werkte hij als trio met Kris Davis en Eric McPherson. In 2018 behoorde hij tot het Vijay Iyer Sextet en leidde hij de formatie Elemental met Ryan Ferreira (gitaar), Michaël Attias (altosaxofoon), Ches Smith (percussie, tympani).

## Discografie
- 2001: Tuckahoe (Accurate) met Chris Cheek en Miguel Zenón
- 2006: Rosetta (Papillon) met Liberty Ellman, Jamie Foxx
- 2009: Reclamation (Sunnyside Records) met Liberty Ellman, Jamie Foxx
- 2010: Kaleidoscope and Collage (Intakt Records) met Steve Lehman
- 2012: Thirl (Sunnyside Records) met Liberty Ellman, Jamie Foxx
- 2013: Super Eight (Intakt Records) met Mary Halvorson
- 2013: Echo Run Pry (Clean Feed Records) met James Carney
- 2013: Thwirl (Sunnyside Records) met Liberty Ellman, Jamie Fox
- 2017: Planktonic Finales (Intakt Records) met Ingrid Laubrock, Cory Smithe
- 2018: Borderlands Trio: Asteroidea (Intakt Records) met Kris Davis, Eric McPherson

- Gemeinsame Normdatei: 13913753X
- International Standard Name Identifier: 0000 0000 7101 200X
- Library of Congress Control Number: no2006023372
- MusicBrainz: 5cbef1be-ed92-4395-ac63-c6b000096de6
- Système universitaire de documentation: 15836709X
- Virtual International Authority File: 24939076